# Heute bin ich blond
Heute bin ich blond ist eine deutsche Tragikomödie des Regisseurs Marc Rothemund, die auf dem autobiografischen Bestseller Heute bin ich blond: Das Mädchen mit den neun Perücken der Niederländerin Sophie van der Stap beruht. In der Hauptrolle ist Lisa Tomaschewsky als an Brustfellkrebs erkrankte Sophie zu sehen, die ihrer Krankheit den Kampf ansagt. Der Film feierte am 20. März 2013 seine Premiere in Hamburg und lief am 28. März 2013 in den deutschen Kinos an.

## Handlung
Die lebenslustige Studentin Sophie erfährt mit 21 Jahren, dass sie Krebs hat. Doch sie lässt die Krankheit ihr Leben nicht regieren. Sie entschließt sich, ihr Dasein zu genießen und es so zu verbringen, als sei sie nicht krank, inklusive Partys, Flirten und Sex. Während der Chemotherapie entscheidet sie sich dafür, ihr langsam ausfallendes Haar abzurasieren, und legt sich neun Perücken zu, die ihr helfen, neun verschiedene Seiten ihrer selbst auszuleben. Zusammen mit ihrer besten Freundin Annabel zieht sie durch die Clubs, verliebt sich in ihren langjährigen Freund Rob und schreibt täglich auf ihrem Blog. Auf diese Weise kann sie zumindest dem tristen und ermüdenden Krankenhausalltag zeitweise entkommen und neuen Mut finden.

## Vergleich mit der Buchvorlage
Die Handlung des Filmes basiert weitestgehend auf der autobiographischen Vorlage von Sophie van der Stap. Die Filmadaption weist jedoch einige Änderungen auf, die auch mit der Handlungsübertragung nach Deutschland zusammenhängen.
- Die Handlung des Films wurde von Amsterdam nach Hamburg verlegt, die Anfangssequenz spielt in Antwerpen.
- Der Film ist im Jahr 2012 angesiedelt, was am Kalender zu erkennen ist, der das Datum „Mittwoch, 29. Februar“ zeigt. Zudem ist auf dem Monitor während einer der ersten Untersuchungsbesprechungen bei Dr. Leonhard Sophies Geburtsdatum, der 14. August 1991, zu erkennen, was mit ihrer Aussage, 21 Jahre alt zu sein, ebenfalls auf das Jahr 2012 schließen lässt.
- Die Vornamen vieler wichtiger Personen wurden von der Buchvorlage übernommen. Die Hauptperson Sophie sowie ihre Schwester Saskia und ihre Eltern tragen hier aber den Nachnamen „Ritter“.
- Im Roman benennt Sophie van der Stap ihre Ärzte nicht mit vollständigem Namen, so heißt ihr Hauptarzt zum Beispiel „Dr. L.“. Im Film haben die Ärzte vollständige Nachnamen, so wird zum Beispiel „Dr. L.“ zu „Dr. Leonhard“.
- Sophie van der Staps reale Perücken dienten als Vorlage für die im Film verwendeten Perücken; allerdings wurde ihre Rollenverteilung etwas verändert. So taucht beispielsweise die „Lydia“ in der Vorlage nur kurz auf, im Film spielt sie eine weitaus größere Rolle. Die Perücke „Oema“ (ihr Name spielt auf die Frisur von Uma Thurman in Pulp Fiction an) erscheint im Film dagegen nur kurz und wird auch nicht direkt bei diesem Namen genannt. Die „Bébé“ taucht im Film nicht in der ursprünglichen Form auf, doch ähnelt die Perücke, die Sophie zum Geburtstag bekommt, der „Bébé“. Die Perücke, die Sophie als erste erhält, heißt im Original „Stella“ und wird dort mit einer Landfrau verglichen. Im Film kriegt das Haarteil keinen Namen, Sophie vergleicht sich beim Tragen mit Playmobil-Figuren. „Blondie“, „Daisy“, „Pam“, „Platina“ und „Sue“ entsprechen weitgehend der Vorlage.
- Sophie trifft im Film auf einen Jungen namens Emil, der ebenfalls an Krebs erkrankt ist. Seine Großmutter sagte ihm, dass er einen Tag wie zehn Jahre leben soll. Dies dürfte eine Anspielung auf die französische Erzählung Oskar und die Dame in Rosa sein. Sophie van der Stap las dieses Werk von Éric-Emmanuel Schmitt während ihrer Krankheit und erwähnt dies auch in ihrem Roman.

## Kritik
„Lisa Tomaschewsky drückt mit ihrer ersten Hauptrolle kongenial die Verletzlichkeit und die jugendliche Intensität des Erlebens aus, welche von der Buchfigur ausgeht. Licht und Schatten gehören in dieser Geschichte zusammen, deshalb sitzt die gesundende Sophie später einmal am Sterbebett ihrer Klinikfreundin Chantal. Diesem Film gelingt es auch die Kraft der Geschichte unverfälscht auszustrahlen und das oft zu hörende und beiläufig wirkende Klaviergeklimper spendet unmerklich sanften Trost.“

„Der niederländischen Autorin Sophie van der Stap halfen multiple Persönlichkeiten bei der Überwindung ihres Krebsleidens. Denn nachdem die Therapie ihr ihre Haare nahm, wollte die Studentin wie vorher weiterleben und dachte sich für die Perücken, die sie sich besorgte, verschiedene Persönlichkeiten aus. Nun hat sich der Regisseur Marc Rothemund der Geschichte angenommen und diese mit sensibler, aber auch frecher Art verfilmt. Das Ergebnis ist eine Tragikomödie, die Mut macht und bei der der Optimismus keine Sekunde aufgesetzt wirkt!“

„Ein bewegender Film nach einem realen Schicksal! Die schöne Sophie kämpft trotzig gegen ihre Krebserkrankung. Ihre schärfsten Waffen dabei: neun Perücken! Model und Schauspielerin Lisa Tomaschewsky rasiert sich vor laufender Kamera den Kopf – und rührt nicht nur in dieser Szene zu Tränen…“

„Natürlich kann man sich ganz diesem Idealismus hingeben, daran ist nichts Verwerfliches. Wo sonst sollte man das auch als im Kino? Und, wie gesagt, ‚Heute bin ich blond‘ ist rein handwerklich betrachtet ein, im wahrsten Sinne des Wortes, schöner Film. Aber man sollte die Augen nicht davor verschließen, dass man hier eine gefilterte und geschönte Variante »des Lebens« zu sehen bekommt.“

„Nüchtern und doch frech stimmt die Verfilmung des autobiografischen Romans von Sophie van der Stap in die Kampfansage ihrer jungen Figur gegen den Tod ein und distanziert sich dabei wohltuend von den melodramatischen Zwängen des Genres.“

Die Deutsche Film- und Medienbewertung FBW in Wiesbaden verlieh dem Film das Prädikat „besonders wertvoll“.

## Hintergrund

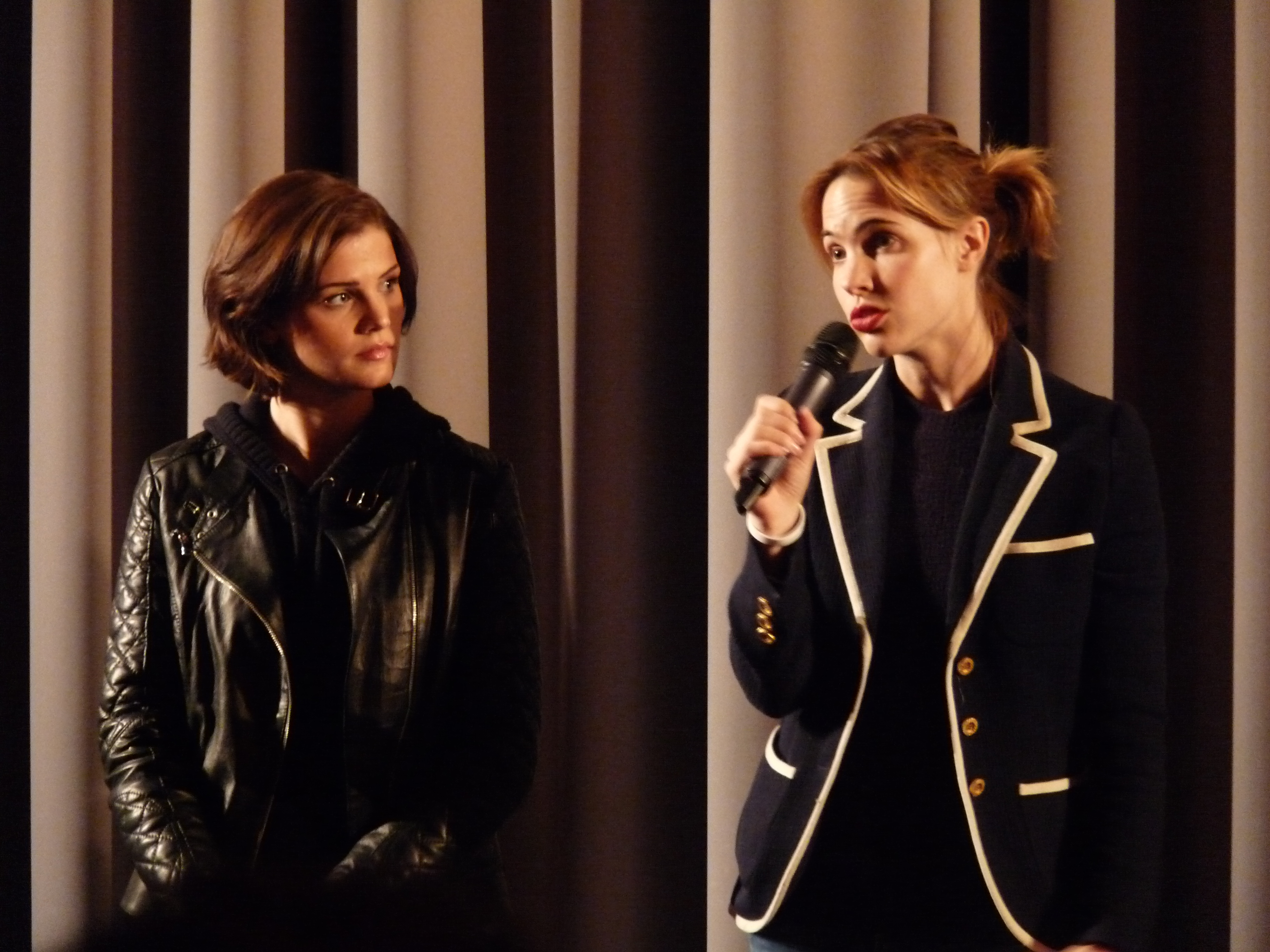
Lisa Tomaschewsky und Sophie van der Stap im Cineplex Münster

Heute bin ich blond wurde in Belgien und Deutschland gedreht. Größtenteils entstand der Film in Hamburg, darunter am Universitätsklinikum Hamburg-Eppendorf, an der Elbe mit der Baustelle der Elbphilharmonie als Kulisse. Hamburg ist zugleich Wohnort der Hauptdarstellerin Lisa Tomaschewsky. Die Anfangsszene des Films spielt in Antwerpen.
Die Tragikomödie beruht auf dem autobiographischen Bestseller „Heute bin ich blond: Das Mädchen mit den neun Perücken“ von Sophie van der Stap. Sie erkrankte damals an einer seltenen Form von Krebs und schrieb während ihrer Chemotherapie ihre Gedanken, Gefühle und Erlebnisse auf, welche sie später als Buch veröffentlichte.
Gegen Ende der Dreharbeiten besuchte die Autorin Sophie van der Stap selbst das Set und äußerte sich dazu: „Es ist sehr aufregend zu sehen, wie die eigene Geschichte Gestalt annimmt. Und sehr berührend, dass die Hauptdarstellerin Lisa Tomaschewsky ähnliche Erfahrungen macht, wie ich damals – sowohl im Film, als auch im richtigen Leben, wenn sie eine ihrer Perücken trägt.“ In der Mitte des Films hat Sophie van der Stap einen kurzen Auftritt: In der Diskothek trifft sie Sophie Ritter mit der Perücke Platina und sagt dazu: „Coole Perücke!“
Die Produktionskosten des Films belaufen sich auf 5 Millionen Euro.

## Soundtrack
Der Soundtrack wurde von Mousse T. zusammengestellt und beim Label Peppermint Jam veröffentlicht. Auf dem Soundtrack befinden sich folgende Titel:
1. Leslie Clio – I Couldn’t Care Less
2. Ferry Ultra – Happy (Mousse T’s Clappin Mix) [Feat. Gwen McCrae]
3. Mandrax – Sliding
4. Johan Hoogewijs – Diagnosis
5. Florian Tessloff – Sophie & Mama
6. Johan Hoogewijs – Time Travelling
7. Urban Epic – Changes
8. Johan Hoogewijs – Beautiful Sister
9. Alev Lenz – Song No 1
10. Ferry Ultra – Let Me Do My Thang (dOP Vocal Edit) [Feat. Gwen McCrae]
11. Digitalism – Pogo (Digitalism’s Pogo Robotic Remix)
12. Elliott Smith – Angeles
13. Johan Hoogewijs – Ostsee
14. Mousse T. – By Myself (Feat. Inaya Day)
15. Peter Hinderthür – Rob’s Done
16. Johan Hoogewijs – Letter to the Cause
17. Mousse T. & Suzie – All Nite Long (Chicken Lips Remix Edit)
18. Florian Tessloff – Sick in Love
19. Peter Hinderthür – Chantal
20. Urban Epic – On Fire
21. Leslie Clio – Just Begun
22. Lena Meyer-Landrut – Neon (Lonely People)